# Louis Jouvet
Louis Jouvet (Crozon, 1887. december 24. – Párizs, 1951. augusztus 16.), francia színész, rendező, színházi menedzser és színésztanár. 
A 20. század első felének nagy tekintélyű és ünnepelt színpadi sztárja, valamint az 1930-as évek filmjeinek kiemelkedő karakterszínésze volt.

## Pályafutása
Jouvet fiatalkorában még dadogott. Eredetileg gyógyszerésznek tanult, és 1913-ban emelt szintű gyógyszerészi diplomát kapott. Valójában soha nem praktizált, hanem színházi karriert futott be.
Háromszor is elutasította a Conservatoire' in Paris, mire 1913-ban Jacques Copeau végre felvette. Copeau képzése változatos, ám megerőltető időbeosztást, rendszeres mozgékonysági és állóképességi gyakorlatokat tartalmazott. Arra késztette szereplőit és a stábját, hogy színházi hatásokat találjanak ki egy csupasz térben. Itt fejlesztette ki Jouvet jelentős színpadi készségeit, különösen a sminkelés és a világítás terén. Egyfajta kiemelő fényt fejlesztett ki.
Ezekben az években egy sikeres turnéja is volt Jouvet-nak az Egyesült Államokban.
Noha befolyásos volt, Copeau színháza soha nem volt jövedelmező. Jouvet 1922. októberében elment a Théâtre des Champs-Élysées-be. 1924-ben a színház igazgatójává nevezték ki. 1923 decemberében színpadra állította egyik legsikeresebb produkcióját, a Dr. Knock című szatírát, amelyet Jules Romains írt. A manipulatív orvos jellemzését a gyógyszerésziskolában szerzett saját tapasztalatai adták.
Jouvet a Comédie-nél maradt 1934-ig, amikor a Comédie színházi társulatának magas rezsiköltsége miatt Jouvet a Théâtre de l'Athénée-be ment. 1934-től haláláig a annak az igazgatója volt (1951).

## Színház
...hivatásos írókat megszégyenítõ rendszerességgel írta le a színházmûvészetrõl és a színésznevelésrõl vallott nézeteit... érdemes elővenni legjobb filmjeit, az Éjjeli menedékhelyet (a Báró, R.: Jean Renoir, 1936), a Külvárosi szállodát (Monsieur Edmond, R.: Marcel Carné, 1938),... és mindenekelőtt a Volponét ... R.: Maurice Tourneur, 1939).

## Fordítás
Ez a szócikk részben vagy egészben  a   Louis Jouvet című német Wikipédia-szócikk ezen változatának fordításán alapul.  Az eredeti cikk szerkesztőit annak laptörténete sorolja fel. Ez a jelzés csupán a megfogalmazás eredetét és a szerzői jogokat jelzi, nem szolgál a cikkben szereplő információk forrásmegjelöléseként.